# Elezioni parlamentari a Malta del 1924
Le elezioni parlamentari a Malta del 1924 si tennero il 9 e 10 giugno; l'Unione Politica Maltese e il Partito Costituzionale si aggiudicarono entrambi 10 seggi.

## Risultati
| Liste                            | Voti   | %     | Seggi |
| -------------------------------- | ------ | ----- | ----- |
| Partito Costituzionale           | 8 172  | 33,95 | 10    |
| Unione Politica Maltese          | 6 553  | 27,23 | 10    |
| Partito Laburista                | 4 632  | 19,24 | 7     |
| Partito Democratico Nazionalista | 4 188  | 17,40 | 5     |
| Indipendenti                     | 524    | 2,18  | –     |
| Totale                           | 24 069 | 100   | 32    |